# Istanbuler Mitteilungen
Die Istanbuler Mitteilungen sind eine seit 1933 jährlich erscheinende archäologische Fachzeitschrift, die von der Abteilung Istanbul des Deutschen Archäologischen Instituts herausgegeben wird. Schwerpunktmäßig beschäftigt sie sich mit der Archäologie und Geschichte Kleinasiens von der ur- und frühgeschichtlichen Zeit bis in  die Osmanische Zeit. Sie enthält regelmäßig Ausgrabungsberichte über die deutschen Ausgrabungen in der Türkei.
Von Band 12 bis Band 67, 2017 erschien die Zeitschrift im Ernst Wasmuth Verlag, danach im Gebr. Mann Verlag, seit Band 72, 2022 im Dr. Ludwig Reichert Verlag.